# Vladislav Gavrikov
Vladislav Andreïevitch Gavrikov - en russe : Владислав Андреевич Гавриков - (né le 21 novembre 1995 à Iaroslavl en Russie) est un joueur professionnel russe de hockey sur glace. Il évolue au poste de défenseur.

## Biographie

### Carrière en club
Formé au Lokomotiv Iaroslavl, il débute dans la MHL, la ligue junior russe en 2011-2012. En 2014-2015, il découvre la KHL avec le Lokomotiv. Il est choisi par les Blue Jackets de Columbus au 159e rang lors du sixième tour du repêchage d'entrée dans la LNH 2015.
Il signe au SKA Saint-Pétersbourg en 2017. 
Le 13 avril 2019, il signe un contrat de deux ans avec les Blue Jackets de Columbus. Il rejoint l'équipe pour les séries éliminatoires de la Coupe Stanley. Le 4 mai, il joue son premier match face aux Bruins de Boston. Le 26 octobre 2019, il enregistre son premier point, une assistance chez les Flyers de Philadelphie. Il marque son premier but dans la LNH le 15 novembre 2019 face aux Blues de Saint-Louis.
Le 1er mars 2023, il est échangé aux Kings de Los Angeles en compagnie du gardien Joonas Korpisalo. En retour, les Blue Jackets reçoivent le gardien Jonathan Quick, un choix conditionnel de 1re ronde en 2023 et un choix de 3e ronde en 2024.

### Carrière internationale
Il représente la Russie au niveau international. Il prend part aux sélections jeunes. Il remporte la médaille d'or avec l'équipe des athlètes olympiques de Russie lors des Jeux olympiques d'hiver de 2018 à Pyeongchang en Corée du Sud.

## Statistiques

### En club
| Saison     | Équipe                   | Ligue      |     | Saison régulière | Saison régulière | Saison régulière | Saison régulière | Saison régulière |   | Séries éliminatoires | Séries éliminatoires | Séries éliminatoires | Séries éliminatoires | Séries éliminatoires |
| Saison     | Équipe                   | Ligue      | PJ  | B                | A                | Pts              | Pun              | PJ               | B | A                    | Pts                  | Pun                  |                      |                      |
| 2011-2012  | Loko                     | MHL        | 8   | 1                | 1                | 2                | 4                | 2                | 0 | 0                    | 0                    | 0                    |                      |                      |
| 2012-2013  | Loko                     | MHL        | 47  | 3                | 3                | 6                | 18               | -                | - | -                    | -                    | -                    |                      |                      |
| 2013-2014  | Loko                     | MHL        | 45  | 3                | 9                | 12               | 28               | 7                | 0 | 2                    | 2                    | 4                    |                      |                      |
| 2014-2015  | Loko                     | MHL        | 16  | 1                | 6                | 7                | 16               | 5                | 0 | 0                    | 0                    | 2                    |                      |                      |
| 2014-2015  | Lokomotiv Iaroslavl      | KHL        | 16  | 0                | 1                | 1                | 4                | 4                | 0 | 0                    | 0                    | 0                    |                      |                      |
| 2014-2015  | HK Riazan                | VHL        | 11  | 1                | 2                | 3                | 4                | -                | - | -                    | -                    | -                    |                      |                      |
| 2015-2016  | Lokomotiv Iaroslavl      | KHL        | 42  | 3                | 4                | 7                | 18               | 5                | 1 | 0                    | 1                    | 2                    |                      |                      |
| 2016-2017  | Lokomotiv Iaroslavl      | KHL        | 54  | 3                | 4                | 7                | 38               | 15               | 1 | 4                    | 5                    | 14                   |                      |                      |
| 2017-2018  | SKA Saint-Pétersbourg    | KHL        | 50  | 5                | 9                | 14               | 26               | 15               | 1 | 4                    | 5                    | 2                    |                      |                      |
| 2018-2019  | SKA Saint-Pétersbourg    | KHL        | 60  | 5                | 15               | 20               | 10               | 18               | 1 | 0                    | 1                    | 0                    |                      |                      |
| 2018-2019  | Blue Jackets de Columbus | LNH        | -   | -                | -                | -                | -                | 2                | 0 | 0                    | 0                    | 0                    |                      |                      |
| 2019-2020  | Blue Jackets de Columbus | LNH        | 69  | 5                | 13               | 18               | 18               | 12               | 1 | 2                    | 3                    | 6                    |                      |                      |
| 2020-2021  | Blue Jackets de Columbus | LNH        | 55  | 2                | 10               | 12               | 14               | -                | - | -                    | -                    | -                    |                      |                      |
| 2021-2022  | Blue Jackets de Columbus | LNH        | 80  | 5                | 28               | 33               | 68               | -                | - | -                    | -                    | -                    |                      |                      |
| 2022-2023  | Blue Jackets de Columbus | LNH        | 52  | 3                | 7                | 10               | 30               | -                | - | -                    | -                    | -                    |                      |                      |
| 2022-2023  | Kings de Los Angeles     | LNH        | 20  | 3                | 6                | 9                | 8                | 6                | 0 | 1                    | 1                    | 0                    |                      |                      |
| 2023-2024  | Kings de Los Angeles     | LNH        | 77  | 6                | 17               | 23               | 28               | 5                | 0 | 2                    | 2                    | 2                    |                      |                      |
| Totaux LNH | Totaux LNH               | Totaux LNH | 353 | 24               | 81               | 105              | 166              | 23               | 1 | 5                    | 6                    | 8                    |                      |                      |

### En équipe nationale
| Année | Équipe                       | Compétition                          |    | PJ | B | A | Pts | Pun | +/-                |  | Résultat |
| 2013  | Russie                       | Championnat du monde moins de 18 ans | 7  | 0  | 0 | 0 | 27  | +4  | Médaille d'argent  |  |          |
| 2015  | Russie                       | Championnat du monde junior          | 7  | 0  | 0 | 0 | 0   | -2  | Quatrième place    |  |          |
| 2017  | Russie                       | Championnat du monde                 | 9  | 1  | 1 | 2 | 2   | +9  | Médaille de bronze |  |          |
| 2018  | ROC (Comité olympique russe) | Jeux olympiques                      | 6  | 2  | 1 | 3 | 6   | +6  | Médaille d'or      |  |          |
| 2018  | Russie                       | Championnat du monde                 | 8  | 0  | 1 | 1 | 2   | +7  | Sixième place      |  |          |
| 2019  | Russie                       | Championnat du monde                 | 10 | 0  | 0 | 0 | 4   | +2  | Médaille de bronze |  |          |
| 2021  | ROC (Comité olympique russe) | Championnat du monde                 | 8  | 0  | 2 | 2 | 0   | +3  | Cinquième place    |  |          |

## Trophées et honneurs personnels

### Ligue continentale de hockey
- 2018-2019 : 
  - participe au match des étoiles
  - termine avec le meilleur différentiel +/-